# 대한민국의 리 목록 (다)
다음은 대한민국의 리 목록이다. 이 목록은 법정리 기준으로만 작성되었다.

## 다
| 리명         | 소재지 |
| ------------ | --- |
| 다개리       | 울산광역시 울주군 언양읍 |
| 다곡리       | 전라남도 화순군 백아면 경상북도 구미시 도개면 경상남도 함양군 서하면 |
| 다공리       | 경상남도 거제시 연초면 |
| 다구리       | 경상남도 창원시 마산합포구 진동면 |
| 다남리       | 경상북도 김천시 어모면 |
| 다대리       | 경기도 여주시 흥천면 경기도 양평군 청운면 경상남도 거제시 남부면 |
| 다라리       | 경상남도 합천군 쌍책면 |
| 다락리       | 충청북도 청주시 흥덕구 강내면 |
| 다로리       | 경상북도 청도군 화양읍 |
| 다망리       | 전북특별자치도 익산시 함라면 |
| 다목리       | 강원특별자치도 화천군 상서면 |
| 다문리       | 경기도 양평군 용문면 경상북도 경산시 진량읍 |
| 다물도리     | 전라남도 신안군 흑산면 |
| 다방리       | 세종특별자치시 전의면 |
| 다복리       | 충청남도 금산군 복수면 |
| 다부리       | 경상북도 칠곡군 가산면 |
| 다불리       | 충청북도 제천시 수산면 |
| 다사리       | 충청남도 서천군 비인면 경상남도 의령군 대의면 |
| 다산리       | 전라남도 무안군 몽탄면 전라남도 화순군 사평면 경상북도 경주시 강동면 |
| 다송리       | 전북특별자치도 익산시 함열읍 |
| 다수리       | 강원특별자치도 평창군 평창읍 전라남도 신안군 장산면 |
| 다식리       | 경상북도 구미시 고아읍 |
| 다정리       | 경상남도 남해군 이동면 |
| 다죽리       | 경상남도 밀양시 산외면 |
| 다지리       | 전라남도 화순군 화순읍 |
| 다천리       | 경상북도 울진군 기성면 |
| 다평리       | 경상남도 사천시 서포면 |
| 다포리       | 경상남도 거제시 남부면 |
| 다현리       | 경상남도 의령군 궁류면 |
| 다호리       | 경상남도 창원시 의창구 동읍 |
| 단리         | 충청북도 제천시 청풍면 |
| 단강리       | 강원특별자치도 원주시 부론면 |
| 단계리       | 경상남도 산청군 신등면 경상남도 창원시 의창구 동읍 |
| 단고리       | 전라남도 신안군 암태면 |
| 단곡리       | 전북특별자치도 정읍시 입암면 경상북도 영주시 단산면 |
| 단광리       | 전라남도 장성군 장성읍 |
| 단구리       | 경상북도 경주시 강동면 |
| 단덕리       | 전라남도 영광군 홍농읍 |
| 단돈리       | 충청북도 제천시 청풍면 |
| 단목리       | 경상남도 진주시 대곡면 |
| 단북리       | 경상북도 경산시 자인면 |
| 단사리       | 전라남도 곡성군 오산면 |
| 단산리       | 대구광역시 달성군 가창면 전라남도 장흥군 유치면 |
| 단상리       | 충청남도 서천군 한산면 |
| 단석리       | 경기도 양평군 양동면 |
| 단암리       | 충청북도 충주시 앙성면 |
| 단양리       | 전북특별자치도 진안군 진안읍 |
| 단원리       | 경상남도 의령군 부림면 |
| 단월리       | 전라남도 강진군 칠량면 |
| 단장리       | 경상남도 밀양시 단장면 |
| 단전리       | 충청북도 영동군 심천면 전라남도 장성군 북하면 |
| 단주리       | 전라남도 영광군 영광읍 |
| 단지리       | 충청남도 공주시 우성면 |
| 단천리       | 경기도 이천시 호법면 경상북도 안동시 도산면 |
| 단촌리       | 경상북도 영주시 안정면 |
| 단평리       | 충청북도 음성군 감곡면 |
| 단포리       | 경상북도 영천시 고경면 |
| 단하리       | 충청남도 서천군 한산면 |
| 단호리       | 경상북도 안동시 남후면 |
| 달계리       | 충청북도 청주시 서원구 현도면 |
| 달산리       | 부산광역시 기장군 정관읍 대구광역시 군위군 소보면 대구광역시 군위군 우보면 충청북도 보은군 삼승면 충청남도 공주시 이인면 충청남도 보령시 남포면 충청남도 태안군 남면 전라남도 무안군 몽탄면 |
| 달서리       | 경상북도 칠곡군 지천면 |
| 달성리       | 전라남도 장성군 북이면 |
| 달전리       | 경기도 가평군 가평읍 강원특별자치도 철원군 임남면 세종특별자치시 금남면 세종특별자치시 전의면 경상북도 포항시 남구 연일읍 |
| 달제리       | 경상북도 의성군 다인면 |
| 달지리       | 경상북도 문경시 영순면 |
| 달천리       | 대구광역시 달성군 다사읍 전라북도 정읍시 덕천면 경상북도 상주시 화서면 |
| 담산리       | 충청남도 홍성군 광천읍 |
| 담안리       | 경상남도 김해시 진례면 |
| 담암리       | 경상북도 예천군 호명면 |
| 담주리       | 전라남도 담양군 담양읍 |
| 답리         | 강원특별자치도 양양군 강현면 |
| 답곡리       | 경기도 연천군 신서면 경기도 파주시 적성면 경상북도 고령군 우곡면 경상북도 영양군 석보면 경상남도 양산시 하북면 |
| 답내리       | 경기도 남양주시 화도읍 |
| 답동리       | 전라북도 순창군 복흥면 |
| 답양리       | 충청북도 옥천군 안내면 |
| 답천리       | 경상남도 진주시 일반성면 |
| 답풍리       | 강원특별자치도 홍천군 내촌면 |
| 당리         | 경상북도 영양군 청기면 경상북도 영천시 북안면 |
| 당거리       | 경기도 평택시 오성면 |
| 당고리       | 전라남도 신안군 팔금면 |
| 당곡리       | 충청북도 영동군 영동읍 충청북도 청주시 흥덕구 강내면 충청남도 예산군 봉산면 경상북도 경산시 진량읍 경상북도 영천시 화산면 |
| 당남리       | 경기도 여주시 대신면 |
| 당동리       | 경기도 파주시 문산읍 충청북도 단양군 대강면 전라남도 곡성군 죽곡면 경상남도 고성군 거류면 경상남도 의령군 유곡면 |
| 당두리       | 전라남도 고흥군 풍양면 |
| 당락리       | 전라남도 완도군 청산면 |
| 당리리       | 경상북도 경산시 압량읍 경상북도 경산시 용성면 |
| 당림리       | 강원특별자치도 춘천시 서면 |
| 당목리       | 경기도 안성시 죽산면 |
| 당본리       | 경상남도 함양군 안의면 |
| 당북리       | 전북특별자치도 군산시 옥산면 |
| 당사리       | 부산광역시 기장군 기장읍 전라남도 신안군 암태면 전라남도 완도군 소안면 |
| 당산리       | 인천광역시 강화군 송해면 경기도 여주시 대신면 충청남도 당진시 송산면 충청남도 태안군 이원면 전북특별자치도 무주군 무주읍 전라남도 해남군 계곡면 경상남도 거창군 위천면 경상남도 산청군 단성면 |
| 당상리       | 전라북도 부안군 동진면 |
| 당선리       | 충청남도 서천군 마서면 |
| 당암리       | 충청남도 태안군 남면 전라남도 장흥군 안양면 |
| 당오리       | 전라남도 고흥군 도화면 |
| 당우리       | 경기도 여주시 북내면 충청북도 충주시 주덕읍 |
| 당월리       | 울산광역시 울주군 온산읍 전라남도 곡성군 석곡면 |
| 당음리       | 경상북도 경산시 압량읍 |
| 당인리       | 전라남도 완도군 군외면 |
| 당저리       | 경상남도 남해군 창선면 |
| 당정리       | 충청남도 서천군 종천면 |
| 당지리       | 경상북도 영천시 화산면 |
| 당진리       | 경기도 여주시 점동면 |
| 당진포리     | 충청남도 당진시 고대면 |
| 당촌리       | 경기도 안성시 일죽면 전라남도 신안군 지도읍 경상남도 진주시 대평면 |
| 당포리       | 경상북도 문경시 문경읍 |
| 당하리       | 경기도 화성시 봉담읍 |
| 당항리       | 경상남도 고성군 회화면 경상남도 남해군 남면 |
| 당현리       | 경기도 평택시 고덕면 |
| 당호리       | 전라남도 무안군 몽탄면 경상북도 청도군 매전면 |
| 대리         | 대구광역시 달성군 현풍읍 충청남도 예산군 광시면 전북특별자치도 부안군 위도면 전북특별자치도 임실군 신평면 전라남도 신안군 안좌면 전라남도 신안군 장산면 전라남도 신안군 하의면 전라남도 장흥군 유치면 전라남도 장흥군 회진면 전라남도 화순군 화순읍 경상북도 김천시 대덕면 경상남도 양산시 원동면 |
| 대가리       | 충청북도 단양군 적성면 전북특별자치도 순창군 풍산면 |
| 대각리       | 전라남도 함평군 해보면 경상북도 포항시 남구 대송면 |
| 대갈리       | 경기도 안성시 고삼면 |
| 대감리       | 경상남도 김해시 대동면 경상남도 김해시 상동면 |
| 대강리       | 강원특별자치도 고성군 현내면 전라남도 고흥군 동강면 |
| 대견리       | 경상남도 창녕군 성산면 |
| 대곡리       | 울산광역시 울주군 언양읍 경기도 가평군 가평읍 강원특별자치도 춘천시 북산면 강원특별자치도 홍천군 서면 충청북도 충주시 주덕읍 충청남도 서산시 해미면 세종특별자치시 소정면 전북특별자치도 남원시 대산면 전북특별자치도 임실군 임실읍 전북특별자치도 장수군 장계면 전라남도 고흥군 남양면 전라남도 곡성군 목사동면 전라남도 담양군 금성면 전라남도 보성군 조성면 전라남도 순천시 별량면 전라남도 순천시 송광면 전라남도 완도군 신지면 전라남도 장성군 삼서면 전라남도 화순군 사평면 전라남도 화순군 도곡면 경상북도 고령군 우곡면 경상북도 경산시 하양읍 경상북도 경주시 건천읍 경상북도 안동시 길안면 경상북도 안동시 임동면 경상북도 영덕군 축산면 경상북도 영천시 금호읍 경상북도 청도군 이서면 경상북도 포항시 남구 장기면 경상북도 포항시 북구 기북면 경상남도 거제시 하청면 경상남도 남해군 고현면 경상남도 밀양시 초동면 경상남도 사천시 정동면 경상남도 의령군 부림면 경상남도 진주시 대곡면 경상남도 창녕군 남지읍 경상남도 창녕군 대합면 경상남도 하동군 옥종면 경상남도 합천군 쌍백면 |
| 대관리       | 경기도 여주시 부발읍 |
| 대관대리     | 강원특별자치도 횡성군 갑천면 |
| 대광리       | 경기도 연천군 신서면 전라남도 순천시 주암면 |
| 대교리       | 충청남도 홍성군 홍성읍 세종특별자치시 장군면 전라남도 나주시 남평읍 |
| 대구리       | 전라남도 순천시 서면 전라남도 순천시 주암면 |
| 대궁리       | 경상남도 함양군 유림면 |
| 대금리       | 전라남도 고흥군 두원면 경상남도 거제시 장목면 |
| 대기리       | 강원특별자치도 강릉시 왕산면 강원특별자치도 삼척시 신기면 충청남도 태안군 원북면 전라북도 남원시 산동면 전라남도 신안군 임자면 경상북도 영천시 화산면 |
| 대길리       | 충청북도 청주시 청원구 북이면 |
| 대남리       | 경상남도 함양군 서상면 |
| 대농리       | 경기도 안성시 대덕면 충청남도 보령시 미산면 |
| 대능리       | 경기도 김포시 대곶면 경기도 파주시 법원읍 |
| 대당리       | 경기도 여주시 흥천면 |
| 대대리       | 울산광역시 울주군 웅촌면 경기도 용인시 처인구 양지면 강원특별자치도 고성군 거진읍 경기도 이천시 대월면 충청북도 단양군 가곡면 경상남도 창녕군 유어면 경상남도 함양군 안의면 |
| 대덕리       | 강원특별자치도 원주시 호저면 충청북도 괴산군 괴산읍 충청북도 옥천군 청산면 충청북도 청주시 상당구 미원면 충청북도 충주시 노은면 충청남도 논산시 벌곡면 충청남도 부여군 옥산면 충청남도 예산군 신양면 충청남도 천안시 동남구 광덕면 전라남도 영광군 군남면 전라남도 영광군 법성면 전라남도 장성군 서삼면 전라남도 함평군 함평읍 경상남도 하동군 고전면 경상남도 함양군 함양읍 |
| 대도리       | 전라남도 나주시 문평면 전라남도 장성군 삼서면 경상남도 하동군 금남면 |
| 대독리       | 경상남도 고성군 고성읍 |
| 대동리       | 경기도 파주시 탄현면 강원특별자치도 춘천시 북산면 충청북도 증평군 증평읍 충청남도 아산시 염치읍 충청남도 예산군 덕산면 충청남도 홍성군 홍북읍 전북특별자치도 고창군 아산면 전북특별자치도 김제시 만경읍 전북특별자치도 부안군 줄포면 경상북도 경산시 와촌면 경상북도 경주시 안강읍 경상북도 영덕군 영해면 경상남도 거창군 거창읍 경상남도 거창군 마리면 경상남도 창녕군 대합면 경상남도 합천군 초계면 |
| 대동배리     | 경상북도 포항시 남구 호미곶면 |
| 대두리       | 충청남도 서산시 부석면 |
| 대두서리     | 경상북도 안동시 서후면 |
| 대둔리       | 강원특별자치도 원주시 문막읍 |
| 대등리       | 충청남도 서천군 화양면 |
| 대라리       | 부산광역시 기장군 기장읍 |
| 대량리       | 전라북도 진안군 동향면 |
| 대련리       | 충청북도 청주시 서원구 남이면 전라남도 보성군 노동면 경상북도 포항시 북구 흥해읍 |
| 대로리       | 충청남도 서산시 대산읍 |
| 대론리       | 전라북도 장수군 번암면 |
| 대룡리       | 인천광역시 강화군 교동면 충청남도 공주시 신풍면 전라남도 고흥군 점암면 전라남도 순천시 별량면 경상북도 김천시 대항면 |
| 대류리       | 충청북도 제천시 청풍면 |
| 대률리       | 충청남도 예산군 대흥면 |
| 대리리       | 경상북도 의성군 금성면 |
| 대림리       | 제주특별자치도 제주시 한림읍 |
| 대마리       | 강원특별자치도 철원군 철원읍 |
| 대마도리     | 전라남도 진도군 조도면 |
| 대망리       | 경상북도 구미시 고아읍 |
| 대맥리       | 경상북도 예천군 감천면 |
| 대명리       | 경기도 김포시 대곶면 충청북도 괴산군 문광면 충청남도 논산시 상월면 전북특별자치도 군산시 성산면 전북특별자치도 임실군 오수면 전라남도 곡성군 겸면 경상북도 경산시 남천면 |
| 대목리       | 전라북도 김제시 성덕면 경상남도 합천군 대양면 |
| 대문리       | 충청북도 진천군 백곡면 전라남도 완도군 군외면 |
| 대미리       | 경상북도 영천시 금호읍 |
| 대박리       | 충청남도 청양군 정산면 세종특별자치시 금남면 |
| 대반리       | 경기도 평택시 안중읍 |
| 대방리       | 전북특별자치도 순창군 복흥면 전라남도 담양군 수북면 경상북도 김천시 조마면 경상남도 창원시 의창구 대산면 |
| 대법리       | 경상남도 고성군 영현면 |
| 대벽리       | 경기도 김포시 대곶면 경상남도 남해군 창선면 |
| 대변리       | 부산광역시 기장군 기장읍 |
| 대보리       | 경기도 가평군 조종면 경상북도 포항시 남구 호미곶면 |
| 대복리       | 울산광역시 울주군 웅촌면 |
| 대본리       | 경상북도 경주시 감포읍 |
| 대봉리       | 충청남도 청양군 남양면 경상북도 성주군 용암면 경상남도 창녕군 장마면 |
| 대부리       | 경상북도 영덕군 영덕읍 경상남도 합천군 청덕면 |
| 대북리       | 대구광역시 군위군 군위읍 |
| 대불리       | 전북특별자치도 무주군 설천면 전북특별자치도 진안군 주천면 |
| 대붕암리     | 전북특별자치도 익산시 웅포면 |
| 대비리       | 전라남도 화순군 청풍면 |
| 대사리       | 경기도 평택시 팽성읍 충청북도 괴산군 괴산읍 충청북도 음성군 삼성면 충청남도 홍성군 갈산면 전북특별자치도 정읍시 정우면 전라남도 곡성군 고달면 전라남도 무안군 해제면 경상북도 안동시 길안면 경상북도 의성군 춘산면 경상북도 의성군 안평면 경상남도 남해군 고현면 경상남도 밀양시 하남읍 경상남도 진주시 진성면 경상남도 함안군 대산면 |
| 대산리       | 인천광역시 강화군 강화읍 충청남도 공주시 정안면 충청남도 금산군 제원면 충청남도 서산시 대산읍 전북특별자치도 순창군 적성면 전북특별자치도 정읍시 정우면 전라남도 구례군 광의면 전라남도 나주시 세지면 전라남도 보성군 웅치면 전라남도 해남군 옥천면 경상북도 성주군 월항면 경상남도 거창군 남상면 경상남도 의령군 의령읍 경상남도 창녕군 성산면 경상남도 창원시 의창구 북면 경상남도 함안군 함안면 |
| 대상리       | 강원특별자치도 평창군 평창읍 전북특별자치도 남원시 산동면 경상북도 문경시 산북면 |
| 대서리       | 경기도 이천시 장호원읍 제주특별자치도 제주시 추자면 |
| 대석리       | 경기도 양평군 강상면 [[전북특별자치도] 김제시 성덕면 경상남도 양산시 상북면 |
| 대선리       | 충청남도 부여군 남면 전라북도 익산시 성당면 |
| 대성리       | 경기도 가평군 청평면 충청북도 옥천군 청산면 충청남도 공주시 우성면 전라북도 순창군 금과면 전북특별자치도 장수군 장수읍 전라남도 담양군 금성면 경상북도 김천시 대항면 경상북도 김천시 아포읍 경상북도 영천시 고경면 경상남도 하동군 화개면 |
| 대소리       | 충청북도 충주시 대소원면 전북특별자치도 무주군 부남면 |
| 대송리       | 울산광역시 울주군 서생면 |
| 대수리       | 전라북도 부안군 백산면 |
| 대신리       | 경기도 여주시 가남읍 충청북도 청주시 상당구 미원면 전북특별자치도 남원시 사매면 전북특별자치도 정읍시 감곡면 전라남도 영광군 백수읍 전라남도 영암군 영암읍 전라남도 완도군 완도읍 전라남도 화순군 춘양면 경상북도 김천시 아포읍 |
| 대심리       | 경기도 양평군 양서면 전라남도 신안군 팔금면 경상북도 예천군 예천읍 |
| 대쌍령리     | 경기도 광주시 초월읍 |
| 대아리       | 전북특별자치도 완주군 동상면 |
| 대악리       | 전라남도 장성군 북하면 |
| 대안리       | 울산광역시 울주군 온양읍 경기도 평택시 현덕면 강원특별자치도 원주시 흥업면 충청북도 보은군 내북면 충청북도 옥천군 청성면 전라남도 나주시 반남면 전라남도 순천시 해룡면 경상북도 영천시 화산면 경상남도 함양군 백전면 |
| 대암리       | 대구광역시 달성군 구지면 충청남도 금산군 금성면 경상남도 진주시 집현면 경상남도 창녕군 고암면 |
| 대야리       | 강원특별자치도 영월군 김삿갓면 충청북도 보은군 보은읍 충청북도 음성군 삼성면 충청남도 예산군 대흥면 전라남도 보성군 보성읍 전라남도 완도군 완도읍 경상북도 김천시 부항면 경상남도 거창군 남하면 |
| 대양리       | 경기도 화성시 양감면 충청북도 보은군 탄부면 충청남도 금산군 남이면 충청남도 부여군 은산면 경상북도 김천시 감문면 경상북도 영주시 문수면 |
| 대영리       | 충청남도 홍성군 홍동면 |
| 대요리       | 충청남도 서산시 지곡면 |
| 대우리       | 충청남도 논산시 상월면 전라남도 신안군 안좌면 |
| 대운산리     | 충청남도 당진시 정미면 |
| 대원리       | 경기도 파주시 조리읍 충청북도 보은군 산외면 경상북도 경산시 진량읍 경상북도 구미시 옥성면 |
| 대위리       | 강원특별자치도 철원군 동송읍 |
| 대유리       | 전북특별자치도 무주군 부남면 |
| 대율리       | 대구광역시 군위군 부계면 충청북도 청주시 청원구 북이면 충청남도 홍성군 은하면 전북특별자치도 남원시 사매면 전라남도 신안군 자은면 경상북도 김천시 지례면 |
| 대은리       | 경상북도 예천군 용궁면 |
| 대음리       | 충청남도 아산시 인주면 |
| 대의리       | 경상북도 영천시 고경면 |
| 대이리       | 강원특별자치도 삼척시 신기면 강원특별자치도 화천군 화천읍 |
| 대인리       | 충청남도 홍성군 홍북읍 |
| 대일리       | 대구광역시 달성군 가창면 |
| 대잠리       | 충청북도 단양군 단성면 |
| 대장리       | 충청북도 음성군 소이면 충청북도 제천시 금성면 전북특별자치도 고창군 대산면 전라남도 곡성군 입면 경상북도 성주군 초전면 |
| 대장도리     | 전북특별자치도 군산시 옥도면 |
| 대재리       | 경상북도 영천시 대창면 |
| 대전리       | 경기도 연천군 청산면 강원특별자치도 삼척시 하장면 충청북도 괴산군 청천면 충청북도 단양군 어상천면 충청북도 제천시 수산면 충청북도 충주시 동량면 충청남도 당진시 합덕읍 전라남도 고흥군 두원면 전라남도 구례군 광의면 전라남도 나주시 동강면 전라남도 영광군 백수읍 전라남도 함평군 손불면 경상북도 상주시 외서면 경상북도 청도군 이서면 경상북도 청송군 부남면 경상북도 포항시 북구 송라면 경상남도 합천군 가야면 |
| 대정리       | 울산광역시 울주군 온산읍 충청북도 옥천군 군북면 충청북도 음성군 삼성면 충청남도 아산시 선장면 충청남도 천안시 동남구 성남면 충청남도 홍성군 구항면 전북특별자치도 군산시 회현면 전북특별자치도 남원시 산내면 전북특별자치도 임실군 오수면 경상남도 남해군 서면 |
| 대제리       | 경상북도 예천군 용문면 |
| 대조리       | 충청남도 당진시 정미면 전북특별자치도 익산시 용동면 경상북도 경산시 하양읍 경상북도 상주시 함창읍 |
| 대종리       | 경상북도 경산시 용성면 |
| 대죽리       | 경기도 이천시 설성면 충청남도 서산시 대산읍 전북특별자치도 부안군 백산면 전라남도 광양시 옥곡면 경상북도 예천군 지보면 |
| 대중리       | 충청남도 공주시 사곡면 |
| 대지리       | 충청남도 예산군 봉산면 전라남도 나주시 동강면 경상북도 영덕군 달산면 경상남도 합천군 대병면 |
| 대진리       | 강원특별자치도 고성군 현내면 전라남도 해남군 산이면 경상북도 영덕군 영해면 경상북도 포항시 남구 장기면 경상남도 사천시 곤양면 |
| 대차리       | 전북특별자치도 무주군 무주읍 |
| 대창리       | 충청남도 보령시 웅천읍 전북특별자치도 김제시 죽산면 전라남도 함평군 해보면 경상북도 영천시 대창면 |
| 대척리       | 전라남도 신안군 안좌면 |
| 대천리       | 충청북도 옥천군 옥천읍 충청남도 보령시 웅천읍 충청남도 예산군 고덕면 충청남도 홍성군 은하면 전라남도 신안군 압해읍 전라남도 장흥군 유치면 경상북도 성주군 대가면 경상북도 영양군 영양읍 경상북도 영양군 입암면 경상북도 영천시 화남면 경상북도 청도군 운문면 경상남도 의령군 가례면 경상남도 진주시 수곡면 경상남도 진주시 이반성면 경상남도 함양군 휴천면 |
| 대청리       | 인천광역시 옹진군 대청면 전라북도 김제시 청하면 |
| 대초리       | 전북특별자치도 부안군 행안면 전라남도 신안군 증도면 전라남도 화순군 도암면 경상남도 거창군 가조면 |
| 대촌리       | 충청남도 논산시 상월면 충청남도 당진시 고대면 경상북도 영주시 봉현면 |
| 대추리       | 경기도 평택시 팽성읍 전라남도 담양군 봉산면 |
| 대축리       | 경상남도 진주시 정촌면 |
| 대치리       | 강원특별자치도 양양군 현북면 충청남도 당진시 면천면 충청남도 예산군 덕산면 충청남도 청양군 대치면 전북특별자치도 완주군 비봉면 전라남도 담양군 대전면 전라남도 무안군 몽탄면 전라남도 순천시 황전면 경상남도 하동군 금남면 경상남도 함안군 칠서면 |
| 대탄리       | 경상북도 영덕군 영덕읍 |
| 대티리       | 충청북도 괴산군 청천면 경상남도 창원시 마산합포구 진북면 |
| 대판리       | 충청남도 홍성군 은하면 |
| 대평리       | 대구광역시 달성군 하빈면 경기도 양평군 지평면 강원특별자치도 삼척시 신기면 충청남도 천안시 동남구 광덕면 충청남도 천안시 동남구 북면 충청남도 청양군 목면 충청남도 홍성군 광천읍 전북특별자치도 김제시 부량면 전라남도 곡성군 곡성읍 전라남도 구례군 산동면 전라남도 순천시 월등면 경상북도 고령군 운수면 경상북도 영주시 안정면 경상북도 영천시 청통면 경상남도 거창군 거창읍 경상남도 고성군 고성읍 경상남도 진주시 대평면 경상남도 창원시 마산합포구 진북면 경상남도 합천군 초계면 제주특별자치도 서귀포시 안덕면 |
| 대포리       | 경기도 김포시 양촌읍 충청남도 당진시 우강면 전라남도 보성군 벌교읍 전라남도 여수시 소라면 전라남도 화순군 동면 경상북도 상주시 모서면 경상남도 산청군 삼장면 경상남도 산청군 생초면 |
| 대하리       | 강원특별자치도 평창군 평창읍 충청남도 서천군 화양면 경상북도 문경시 산북면 경상남도 산청군 삼장면 |
| 대학리       | 충청남도 공주시 탄천면 경상북도 경산시 하양읍 |
| 대한리       | 경상북도 경산시 와촌면 |
| 대합덕리     | 충청남도 당진시 합덕읍 |
| 대항리       | 전북특별자치도 부안군 변산면 경상남도 밀양시 부북면 |
| 대해리       | 충청북도 영동군 상촌면 |
| 대현리       | 충청남도 홍성군 장곡면 경상북도 경주시 산내면 경상북도 봉화군 석포면 경상북도 상주시 이안면 경상북도 안동시 북후면 경상남도 거창군 신원면 경상남도 산청군 오부면 경상남도 합천군 쌍백면 |
| 대홍리       | 충청남도 천안시 서북구 성환읍 |
| 대화리       | 강원특별자치도 평창군 대화면 충청북도 충주시 신니면 충청남도 천안시 동남구 성남면 전북특별자치도 김제시 금구면 |
| 대황리       | 충청남도 서산시 팔봉면 경상북도 성주군 성주읍 |
| 대회리       | 충청남도 예산군 예산읍 |
| 대회산리     | 경기도 포천시 영북면 |
| 대흘리       | 제주특별자치도 제주시 조천읍 |
| 대흥리       | 대구광역시 군위군 군위읍 경기도 양평군 양평읍 경기도 이천시 대월면 충청남도 논산시 강경읍 충청남도 아산시 선장면 충청남도 천안시 동남구 성남면 충청남도 청양군 청남면 전북특별자치도 고창군 성내면 전북특별자치도 정읍시 입암면 전북특별자치도 완주군 소양면 전라남도 고흥군 금산면 전라남도 담양군 수북면 전라남도 순천시 송광면 전라남도 장성군 북하면 경상북도 고령군 성산면 경상북도 성주군 성주읍 경상북도 울진군 울진읍 |
| 덕리         | 경기도 화성시 봉담읍 경상북도 청송군 청송읍 |
| 덕가리       | 경상북도 상주시 사벌면 |
| 덕거리       | 강원특별자치도 평창군 봉평면 |
| 덕계리       | 전북특별자치도 임실군 삼계면 경상북도 예천군 용궁면 경상북도 청송군 현서면 |
| 덕곡리       | 강원특별자치도 양구군 동면 충청북도 제천시 한수면 충청남도 공주시 유구읍 충청남도 논산시 벌곡면 전라남도 담양군 무정면 전라남도 화순군 도곡면 경상북도 상주시 모동면 경상북도 영덕군 영덕읍 경상남도 거제시 하청면 경상남도 밀양시 부북면 경상남도 사천시 용현면 경상남도 진주시 대곡면 경상남도 진주시 명석면 경상남도 창녕군 도천면 경상남도 창원시 마산합포구 진북면 |
| 덕교리       | 경상남도 산청군 삼장면 경상남도 의령군 화정면 |
| 덕구리       | 강원특별자치도 영월군 상동읍 경상북도 울진군 북면 |
| 덕남리       | 전라남도 강진군 강진읍 경상북도 김천시 감문면 경상남도 함안군 칠북면 |
| 덕년리       | 전라남도 강진군 도암면 |
| 덕다리       | 경기도 화성시 장안면 |
| 덕담리       | 경상북도 상주시 사벌국면 |
| 덕대리       | 경상남도 함안군 군북면 |
| 덕도리       | 경기도 양주시 광적면 |
| 덕동리       | 충청북도 보은군 탄부면 충청북도 제천시 백운면 전북특별자치도 남원시 산내면 전라남도 나주시 다도면 전라남도 완도군 고금면 |
| 덕두원리     | 강원특별자치도 춘천시 서면 |
| 덕둔리       | 경기도 포천시 신북면 |
| 덕련리       | 충청북도 충주시 주덕읍 |
| 덕례리       | 전라남도 광양시 광양읍 전라남도 나주시 산포면 |
| 덕림리       | 전북특별자치도 고창군 무장면 전북특별자치도 부안군 주산면 전라남도 나주시 다도면 전라남도 나주시 봉황면 전라남도 보성군 미력면 전라남도 순천시 황전면 전라남도 함평군 나산면 |
| 덕마리       | 충청남도 당진시 정미면 경상북도 김천시 어모면 |
| 덕명리       | 경상남도 고성군 하이면 |
| 덕목리       | 경기도 평택시 현덕면 충청남도 논산시 벌곡면 |
| 덕문곡리     | 충청북도 단양군 어상천면 |
| 덕미리       | 경상북도 의성군 다인면 |
| 덕병리       | 전라남도 진도군 군내면 |
| 덕봉리       | 경기도 안성시 양성면 경상북도 의성군 신평면 경상남도 합천군 쌍책면 |
| 덕산리       | 경기도 안성시 삼죽면 경기도 여주시 북내면 경기도 연천군 신서면 경기도 파주시 장단면 강원특별자치도 고성군 수동면 강원특별자치도 삼척시 근덕면 강원특별자치도 인제군 인제읍 전북특별자치도 고창군 고창읍 전북특별자치도 고창군 성내면 전북특별자치도 남원시 운봉읍 전북특별자치도 무주군 안성면 전북특별자치도 장수군 장수읍 전라남도 곡성군 오곡면 전라남도 나주시 반남면 전라남도 나주시 왕곡면 전라남도 무안군 해제면 전라남도 보성군 조성면 전라남도 순천시 송광면 전라남도 신안군 비금면 전라남도 영광군 군서면 전라남도 장성군 삼계면 전라남도 장흥군 유치면 전라남도 장흥군 회진면 전라남도 함평군 대동면 경상북도 경주시 천북면 경상북도 김천시 대덕면 경상북도 상주시 청리면 경상북도 영덕군 달산면 경상북도 울진군 온정면 경상북도 청도군 매전면 경상북도 칠곡군 약목면 경상북도 칠곡군 지천면 경상남도 거창군 신원면 경상남도 김해시 대동면 경상남도 밀양시 초동면 경상남도 창원시 의창구 동읍                                                                                       |
| 덕삼리       | 충청남도 당진시 정미면 |
| 덕상리       | 강원특별자치도 영월군 북면 충청북도 단양군 단양읍 충청북도 증평군 증평읍 |
| 덕서리       | 전라남도 강진군 도암면 |
| 덕선리       | 부산광역시 기장군 장안읍 경상남도 고성군 고성읍 |
| 덕성리       | 인천광역시 강화군 불은면 경기도 용인시 처인구 이동읍 충청남도 천안시 동남구 동면 충청남도 청양군 정산면 전라남도 담양군 금성면 전라남도 장성군 남면 경상북도 영천시 금호읍 경상북도 청송군 안덕면 경상북도 포항시 북구 청하면 경상북도 포항시 북구 흥해읍 |
| 덕소리       | 경기도 남양주시 와부읍 |
| 덕송리       | 강원특별자치도 정선군 정선읍 충청남도 서산시 팔봉면 전라남도 해남군 산이면 |
| 덕수리       | 경기도 양평군 단월면 제주특별자치도 서귀포시 안덕면 |
| 덕신리       | 울산광역시 울주군 온산읍 전북특별자치도 부안군 백산면 경상북도 예천군 용문면 경상북도 울진군 매화면 경상남도 남해군 설천면 |
| 덕실리       | 강원특별자치도 강릉시 사천면 충청남도 홍성군 은하면 전라북도 익산시 춘포면 |
| 덕안리       | 전라북도 정읍시 고부면 |
| 덕암리       | 강원특별자치도 정선군 임계면 충청북도 청주시 청원구 내수읍 충청남도 논산시 연산면 충청남도 서천군 마서면 충청남도 아산시 도고면 전북특별자치도 고창군 공음면 전북특별자치도 임실군 신평면 전라남도 완도군 고금면 경상북도 영천시 고경면 경상북도 영천시 화산면 경상북도 청도군 청도읍 경상남도 김해시 주촌면 경상남도 밀양시 무안면 경상남도 함양군 지곡면 경상남도 합천군 야로면 |
| 덕양리       | 전라남도 여수시 소라면 경상북도 청도군 풍각면 |
| 덕연리       | 경상북도 영천시 임고면 |
| 덕오리       | 경상남도 진주시 집현면 |
| 덕용리       | 전라북도 익산시 용안면 |
| 덕우리       | 경기도 평택시 안중읍 경기도 화성시 봉담읍 경기도 화성시 팔탄면 강원특별자치도 정선군 정선읍 |
| 덕월리       | 경상남도 남해군 남면 |
| 덕유리       | 충청북도 청주시 상당구 문의면 |
| 덕율리       | 경상북도 예천군 감천면 |
| 덕은리       | 경기도 파주시 월롱면 충청북도 충주시 소태면 경상남도 하동군 화개면 |
| 덕인리       | 경상북도 울진군 온정면 |
| 덕장리       | 경상북도 포항시 북구 흥해읍 |
| 덕재리       | 전라남도 장성군 북하면 |
| 덕적리       | 강원특별자치도 인제군 인제읍 |
| 덕전리       | 충청남도 천안시 동남구 목천읍 경상북도 김천시 대항면 경상남도 함양군 마천면 |
| 덕절리       | 경기도 화성시 정남면 |
| 덕정리       | 충청북도 음성군 삼성면 충청북도 음성군 원남면 충청남도 홍성군 금마면 전북특별자치도 고창군 고창읍 전라남도 순천시 별량면 전라남도 해남군 계곡면 경상북도 영천시 고경면 경상남도 합천군 대양면 |
| 덕제리       | 전라남도 장흥군 장흥읍 |
| 덕중리       | 전라남도 고흥군 도화면 |
| 덕지리       | 충청남도 공주시 탄천면 충청남도 아산시 음봉면 전북특별자치도 무주군 무풍면 경상북도 의성군 다인면 |
| 덕진리       | 전라남도 영암군 덕진면 전라남도 장성군 장성읍 경상남도 합천군 삼가면 |
| 덕천리       | 경기도 파주시 파평면 경기도 화성시 팔탄면 강원특별자치도 정선군 신동읍 충청북도 단양군 가곡면 충청남도 금산군 남일면 전북특별자치도 고창군 대산면 전북특별자치도 순창군 팔덕면 전북특별자치도 완주군 구이면 전북특별자치도 임실군 관촌면 전북특별자치도 진안군 마령면 전라남도 강진군 군동면 경상북도 경산시 용성면 경상북도 경주시 내남면 경상북도 김천시 봉산면 경상북도 영덕군 병곡면 경상북도 울진군 북면 경상북도 청송군 파천면 경상북도 포항시 북구 청하면 경상남도 의령군 유곡면 경상남도 창원시 의창구 동읍 경상남도 하동군 금남면 제주특별자치도 제주시 구좌읍 |
| 덕촌리       | 경기도 양평군 용문면 강원특별자치도 횡성군 공근면 충청북도 단양군 대강면 충청북도 청주시 흥덕구 옥산면 전북특별자치도 남원시 덕과면 전라남도 여수시 삼산면 경상북도 경산시 와촌면 경상북도 구미시 옥성면 경상북도 김천시 개령면 경상북도 청도군 각북면 경상남도 합천군 가회면 |
| 덕치리       | 강원특별자치도 홍천군 영귀미면 전북특별자치도 남원시 주천면 전라남도 보성군 문덕면 경상남도 거제시 연초면 |
| 덕통리       | 경상북도 상주시 함창읍 |
| 덕평리       | 경기도 양평군 양평읍 경기도 여주시 점동면 경기도 이천시 마장면 충청북도 괴산군 청천면 충청남도 논산시 부적면 경상북도 성주군 용암면 |
| 덕포리       | 인천광역시 강화군 화도면 강원특별자치도 영월군 영월읍 경상남도 통영시 광도면 |
| 덕하리       | 울산광역시 울주군 청량읍 인천광역시 강화군 양사면 |
| 덕학리       | 충청남도 공주시 의당면 |
| 덕현리       | 울산광역시 울주군 상북면 경기도 가평군 상면 강원특별자치도 강릉시 구정면 전라북도 진안군 백운면 경상북도 영주시 순흥면 |
| 덕호리       | 전라남도 영광군 영광읍 전라남도 해남군 산이면 경상남도 거제시 사등면 경상남도 고성군 하이면 |
| 덕화리       | 전라북도 고창군 신림면 전라남도 영암군 도포면 |
| 덕흥리       | 전라남도 곡성군 석곡면 전라남도 고흥군 동일면 전라남도 영광군 묘량면 전라남도 영광군 법성면 전라남도 해남군 현산면 |
| 도리         | 경기도 여주시 점동면 강원특별자치도 양양군 현북면 충청북도 제천시 청풍면 충청남도 당진시 합덕읍 경상북도 경주시 서면 경상북도 청송군 현서면 경상남도 거창군 가조면 경상남도 산청군 생비량면 경상남도 합천군 대양면 |
| 도갑리       | 전라남도 영암군 군서면 |
| 도개리       | 전라남도 보성군 미력면 경상북도 구미시 도개면 경상북도 칠곡군 석적읍 경상남도 창녕군 대합면 |
| 도경리       | 경상북도 의성군 금성면 |
| 도계리       | 강원특별자치도 삼척시 도계읍 세종특별자치시 장군면 전라북도 정읍시 덕천면 경상북도 경주시 서면 경상북도 영덕군 지품면 경상북도 영양군 일월면 |
| 도고리       | 전라북도 순창군 쌍치면 전라남도 신안군 비금면 |
| 도곡리       | 경기도 남양주시 와부읍 경기도 양평군 양평읍 경기도 양평군 양서면 경기도 여주시 금사면 경기도 안성시 양성면 경기도 평택시 팽성읍 강원특별자치도 횡성군 공근면 충청북도 단양군 매포읍 충청북도 제천시 백운면 충청북도 제천시 청풍면 충청남도 계룡시 엄사면 충청남도 금산군 금성면 충청남도 당진시 합덕읍 전라북도 고창군 무장면 경상북도 김천시 지례면 경상북도 상주시 공성면 경상북도 안동시 와룡면 경상북도 영덕군 축산면 경상북도 영양군 일월면 경상남도 밀양시 상동면 경상남도 합천군 봉산면 |
| 도관리       | 강원특별자치도 홍천군 내촌면 |
| 도구리       | 경상북도 포항시 남구 동해면 |
| 도기리       | 충청북도 제천시 덕산면 |
| 도남리       | 세종특별자치시 금남면 전라남도 완도군 고금면 경상북도 성주군 대가면 |
| 도내리       | 경기도 파주시 월롱면 충청남도 태안군 태안읍 |
| 도농리       | 충청북도 옥천군 안남면 |
| 도담리       | 충청북도 단양군 단양읍 |
| 도당리       | 충청북도 증평군 도안면 충청남도 서산시 음암면 |
| 도대리       | 경기도 가평군 북면 경기도 평택시 현덕면 전라남도 무안군 청계면 |
| 도덕리       | 충청북도 영동군 학산면 충청북도 옥천군 안남면 전라남도 고흥군 도덕면 경상북도 경산시 용성면 경상북도 의성군 안계면 |
| 도돈리       | 강원특별자치도 평창군 평창읍 |
| 도동리       | 대구광역시 달성군 구지면 전라남도 나주시 다도면 전라남도 영광군 영광읍 경상북도 의성군 의성읍 경상북도 울릉군 울릉읍 |
| 도두리       | 경기도 평택시 팽성읍 |
| 도둔리       | 충청남도 서천군 서면 |
| 도라산리     | 경기도 파주시 장단면 |
| 도로리       | 경상북도 안동시 남선면 |
| 도롱리       | 경기도 여주시 대신면 전라남도 순천시 해룡면 |
| 도룡리       | 전라북도 남원시 보절면 전라북도 순창군 인계면 전라남도 강진군 병영면 |
| 도리리       | 경기도 이천시 대월면 경상북도 경산시 하양읍 |
| 도림리       | 충청남도 천안시 서북구 입장면 전북특별자치도 고창군 신림면 전라남도 강진군 성전면 전라남도 담양군 용면 전라남도 무안군 청계면 경상남도 함양군 안의면 |
| 도립리       | 경기도 이천시 백사면 |
| 도마리       | 경기도 광주시 퇴촌면 강원특별자치도 강릉시 왕산면 경상남도 남해군 고현면 |
| 도만리       | 충청남도 서천군 도천면 |
| 도명리       | 경상북도 김천시 감문면 |
| 도목리       | 경상북도 안동시 예안면 |
| 도문리       | 충청남도 당진시 송산면 경상북도 구미시 해평면 |
| 도밀리       | 경기도 연천군 신서면 |
| 도봉리       | 경기도 이천시 신둔면 전라북도 임실군 관촌면 |
| 도북리       | 경상남도 함양군 수동면 |
| 도사리       | 경기도 김포시 통진읍 강원특별자치도 양구군 양구읍 강원특별자치도 평창군 용평면 전라남도 광양시 다압면 |
| 도사곡리     | 강원특별자치도 홍천군 북방면 |
| 도산리       | 대구광역시 군위군 소보면 충청남도 논산시 벌곡면 충청남도 당진시 정미면 충청남도 아산시 도고면 충청남도 홍성군 장곡면 전북특별자치도 고창군 고창읍 전북특별자치도 남원시 주생면 전라남도 나주시 노안면 경상남도 의령군 칠곡면 |
| 도삼리       | 충청남도 서천군 마서면 |
| 도서리       | 경상북도 의성군 의성읍 |
| 도석리       | 전라남도 화순군 이서면 |
| 도선리       | 경상남도 통영시 도산면 |
| 도성리       | 충청남도 당진시 신평면 충청남도 서산시 지곡면 경상북도 성주군 선남면 |
| 도송리       | 강원특별자치도 화천군 간동면 |
| 도수리       | 경기도 광주시 퇴촌면 |
| 도순리       | 전북특별자치도 익산시 왕궁면 |
| 도신리       | 경기도 연천군 신서면 충청북도 음성군 생극면 충청남도 공주시 의당면 전라남도 순천시 외서면 |
| 도심리       | 경상북도 봉화군 춘양면 |
| 도안리       | 전라남도 보성군 겸백면 경상북도 상주시 모서면 |
| 도암리       | 경기도 이천시 신둔면 충청북도 청주시 청원구 오창읍 세종특별자치시 금남면 전북특별자치도 군산시 성산면 경상북도 김천시 어모면 경상북도 영천시 고경면 경상북도 의성군 다인면 경상북도 의성군 비안면 |
| 도야리       | 경상남도 창녕군 창녕읍 |
| 도양리       | 경상북도 안동시 풍천면 |
| 도연리       | 경기도 연천군 중면 |
| 도옥리       | 경상북도 의성군 안평면 경상남도 합천군 묘산면 |
| 도요리       | 경상남도 김해시 생림면 |
| 도웅리       | 경기도 광주시 도척면 전라남도 화순군 화순읍 |
| 도원리       | 경기도 양평군 청운면 강원특별자치도 고성군 토성면 강원특별자치도 영월군 무릉도원면 충청북도 괴산군 청천면 충청북도 보은군 내북면 충청북도 청주시 상당구 문의면 충청북도 청주시 청원구 내수읍 충청남도 당진시 송악읍 충청남도 천안시 동남구 병천면 경상북도 의성군 봉양면 |
| 도월리       | 전라남도 광양시 광양읍 전라남도 순천시 상사면 |
| 도유리       | 경상북도 영천시 북안면 |
| 도율리       | 충청북도 옥천군 안내면 |
| 도의리       | 대구광역시 달성군 유가읍 |
| 도이리       | 경기도 화성시 향남읍 충청북도 옥천군 안내면 충청남도 당진시 대호지면 |
| 도인리       | 전라북도 임실군 성수면 |
| 도일리       | 경상북도 영천시 자양면 |
| 도장리       | 인천광역시 강화군 양도면 경기도 양평군 서종면 충청북도 옥천군 청성면 충청남도 천안시 동남구 목천읍 전라남도 영광군 군남면 전라남도 영암군 군서면 전라남도 화순군 도암면 경상북도 예천군 지보면 |
| 도전리       | 경기도 여주시 강천면 강원특별자치도 정선군 임계면 충청북도 단양군 단양읍 충청북도 제천시 덕산면 충청북도 제천시 수산면 경상남도 고성군 마암면 경상남도 산청군 생비량면 |
| 도정리       | 충청북도 괴산군 칠성면 전라남도 순천시 승주읍 |
| 도중리       | 경상북도 구미시 산동읍 |
| 도지리       | 경기도 이천시 백사면 |
| 도직리       | 강원특별자치도 강릉시 옥계면 |
| 도진리       | 경상북도 고령군 우곡면 경상북도 안동시 북후면 |
| 도찬리       | 전라남도 신안군 임자면 |
| 도창리       | 강원특별자치도 철원군 김화읍 전라남도 신안군 암태면 전라남도 신안군 장산면 |
| 도천리       | 강원특별자치도 영월군 주천면 충청남도 공주시 우성면 전북특별자치도 고창군 심원면 전라남도 고흥군 과역면 경상북도 봉화군 명호면 경상북도 영덕군 남정면 경상북도 영천시 북안면 경상남도 창녕군 도천면 경상남도 함양군 병곡면 경상남도 함양군 서상면 |
| 도청리       | 충청북도 음성군 금왕읍 전북특별자치도 부안군 변산면 전라남도 완도군 노화읍 전라남도 완도군 청산면 전라남도 장흥군 대덕읍 |
| 도촌리       | 강원특별자치도 양구군 국토정중앙면 충청북도 충주시 금가면 전라남도 보성군 득량면 경상북도 봉화군 봉화읍 경상북도 안동시 북후면 경상북도 안동시 예안면 경상북도 예천군 효자면 경상남도 함양군 지곡면 |
| 도탄리       | 경상남도 합천군 가회면 |
| 도통리       | 전라북도 진안군 성수면 |
| 도평리       | 경기도 광주시 초월읍 경기도 포천시 이동면 충청남도 논산시 양촌면 전라남도 진도군 고군면 경상북도 김천시 감천면 경상북도 청송군 현동면 경상남도 거창군 주상면 |
| 도포리       | 전라남도 영암군 도포면 |
| 도하리       | 경기도 양주시 은현면 충청북도 진천군 문백면 충청남도 천안시 서북구 성환읍 |
| 도항리       | 경상남도 함안군 가야읍 |
| 도화리       | 강원특별자치도 양양군 손양면 충청북도 보은군 속리산면 충청북도 제천시 송학면 충청북도 제천시 청풍면 경상북도 예천군 지보면 |
| 도화담리     | 충청남도 보령시 미산면 |
| 도황리       | 충청남도 태안군 근흥면 |
| 도흥리       | 충청남도 보령시 미산면 충청남도 아산시 인주면 경상북도 성주군 선남면 |
| 독거도리     | 전라남도 진도군 조도면 |
| 독검리       | 강원특별자치도 철원군 철원읍 |
| 독곶리       | 충청남도 서산시 대산읍 |
| 독도리       | 경상북도 울릉군 울릉읍 |
| 독동리       | 경상북도 구미시 선산읍 |
| 독산리       | 충청남도 보령시 웅천읍 경상남도 진주시 내동면 |
| 독상리       | 전라남도 화순군 동복면 |
| 독성리       | 경기도 용인시 처인구 원삼면 |
| 독양리       | 경상북도 예천군 보문면 |
| 독정리       | 경기도 화성시 장안면 충청남도 천안시 서북구 입장면 |
| 독지리       | 경기도 화성시 송산면 |
| 독천리       | 전라남도 영암군 학산면 |
| 돈계리       | 전라북도 부안군 주산면 |
| 돈대리       | 충청북도 영동군 상촌면 |
| 돈산리       | 충청북도 충주시 앙성면 경상북도 예천군 감천면 |
| 돈지리       | 전라남도 진도군 의신면 경상남도 통영시 사량면 |
| 돈포리       | 충청남도 아산시 선장면 |
| 동리         | 충청남도 천안시 동남구 목천읍 경상남도 창녕군 영산면 경상남도 하동군 적량면 경상남도 합천군 삼가면 |
| 동가리       | 전라남도 화순군 한천면 |
| 동간리       | 전라남도 영광군 군남면 |
| 동강리       | 충청남도 청양군 청남면 전라남도 담양군 무정면 경상북도 경산시 와촌면 경상남도 함양군 휴천면 |
| 동거차도리   | 전라남도 진도군 조도면 |
| 동검리       | 인천광역시 강화군 길상면 |
| 동계리       | 전라북도 김제시 공덕면 전라남도 곡성군 죽곡면 |
| 동고리       | 경기도 평택시 고덕면 전라남도 완도군 신지면 |
| 동고도리     | 전라북도 익산시 금마면 |
| 동곡리       | 대구광역시 달성군 하빈면 충청남도 공주시 우성면 충청남도 금산군 제원면 충청남도 당진시 송산면 전북특별자치도 정읍시 산외면 전라남도 광양시 옥룡면 전라남도 나주시 다시면 전라남도 나주시 세지면 경상북도 구미시 산동면 경상북도 청도군 금천면 |
| 동관리       | 경상북도 상주시 화남면 |
| 동광리       | 제주특별자치도 서귀포시 안덕면 |
| 동교리       | 세종특별자치시 전의면 전라남도 보성군 복내면 |
| 동구리       | 전라남도 화순군 화순읍 |
| 동구림리     | 전라남도 영암군 군서면 |
| 동남리       | 충청남도 부여군 부여읍 |
| 동내리       | 전라남도 순천시 낙안면 |
| 동달리       | 경상남도 통영시 용남면 |
| 동당리       | 전라남도 나주시 다시면 경상남도 산청군 시천면 |
| 동대리       | 충청북도 단양군 영춘면 충청북도 옥천군 안내면 충청남도 공주시 우성면 경상남도 남해군 창선면 |
| 동덕리       | 강원특별자치도 강릉시 연곡면 |
| 동도리       | 전라남도 여수시 삼산면 경상북도 영천시 고경면 |
| 동동리       | 전라남도 장흥군 장흥읍 경상남도 의령군 의령읍 |
| 동락리       | 경상북도 성주군 용암면 |
| 동례리       | 경상남도 거창군 가조면 경상남도 진주시 금곡면 |
| 동림리       | 경기도 용인시 처인구 모현읍 충청북도 청주시 흥덕구 옥산면 |
| 동막리       | 인천광역시 강화군 화도면 경기도 연천군 연천읍 강원특별자치도 삼척시 근덕면 강원특별자치도 철원군 갈말읍 강원특별자치도 홍천군 남면 충청북도 제천시 금성면 충청북도 충주시 소태면 경상북도 상주시 공검면 |
| 동매리       | 경상남도 하동군 악양면 |
| 동면리       | 경상북도 봉화군 재산면 |
| 동명리       | 제주특별자치도 제주시 한림읍 |
| 동무리       | 전라남도 영암군 영암읍 |
| 동문리       | 경기도 파주시 법원읍 충청남도 태안군 태안읍 경상북도 포항시 남구 연일읍 |
| 동방리       | 충청남도 부여군 구룡면 |
| 동백리       | 부산광역시 기장군 일광읍 전라남도 강진군 칠량면 전라남도 완도군 금일읍 |
| 동변리       | 경상북도 의성군 점곡면 경상남도 거창군 거창읍 |
| 동복리       | 제주특별자치도 제주시 구좌읍 |
| 동본리       | 경상북도 예천군 예천읍 |
| 동봉리       | 전라북도 익산시 왕궁면 |
| 동부리       | 부산광역시 기장군 기장읍 대구광역시 군위군 군위읍 울산광역시 울주군 언양읍 충청북도 괴산군 괴산읍 경상북도 경산시 자인면 경상북도 구미시 선산읍 경상북도 김천시 개령면 경상북도 안동시 도산면 경상북도 영양군 영양읍 경상북도 영주시 풍기읍 경상북도 의성군 비안면 |
| 동사리       | 충청남도 부여군 세도면 전북특별자치도 고창군 흥덕면 전라남도 나주시 남평읍 경상북도 예천군 은풍면 |
| 동산리       | 인천광역시 강화군 교동면 대구광역시 군위군 부계면 경기도 이천시 호법면 강원특별자치도 삼척시 미로면 강원특별자치도 양양군 현남면 강원특별자치도 평창군 진부면 충청북도 보은군 내북면 충청남도 논산시 연무읍 충청남도 서천군 한산면 충청남도 서천군 서천읍 충청남도 아산시 탕정면 충청남도 예산군 광시면 충청남도 천안시 동남구 동면 충청남도 홍성군 갈산면 전북특별자치도 고창군 성내면 전북특별자치도 순창군 복흥면 전라남도 곡성군 곡성읍 전라남도 담양군 무정면 전라남도 무안군 현경면 전라남도 보성군 문덕면 전라남도 순천시 서면 경상북도 구미시 도개면 경상북도 경주시 천북면 경상북도 청도군 매전면 경상남도 고성군 상리면 경상남도 밀양시 무안면 경상남도 밀양시 상남면 경상남도 진주시 진성면 경상남도 창녕군 이방면 경상남도 창원시 마산합포구 진전면 경상남도 하동군 적량면 |
| 동상리       | 울산광역시 울주군 온양읍 경상북도 청도군 화양읍 경상남도 거제시 거제면 |
| 동서리       | 충청남도 예산군 대흥면 전라남도 신안군 압해읍 경상북도 경산시 하양읍 |
| 동성리       | 충청북도 음성군 맹동면 충청북도 진천군 이월면 충청남도 홍성군 갈산면 전라남도 강진군 강진읍 |
| 동송리       | 전라남도 순천시 별량면 경상북도 예천군 개포면 |
| 동수리       | 강원특별자치도 양구군 양구읍 |
| 동신리       | 경기도 안성시 보개면 |
| 동심리       | 전북특별자치도 순창군 동계면 |
| 동악리       | 전라남도 나주시 금천면 |
| 동안리       | 충청북도 옥천군 옥천읍 경상북도 김천시 증산면 경상북도 칠곡군 약목면 |
| 동암리       | 충청남도 서산시 해미면 충청남도 아산시 음봉면 전라남도 곡성군 목사동면 전라남도 무안군 운남면 전라남도 함평군 손불면 경상북도 성주군 선남면 |
| 동양리       | 경상북도 봉화군 봉성면 |
| 동연리       | 전북특별자치도 익산시 황등면 |
| 동오리       | 경기도 양평군 강하면 경기도 화성시 향남읍 충청남도 보령시 주산면 |
| 동외리       | 전라남도 진도군 진도읍 전라남도 해남군 문내면 경상남도 고성군 고성읍 |
| 동용리       | 전라북도 익산시 왕궁면 |
| 동운리       | 전라남도 담양군 고서면 |
| 동원리       | 충청남도 공주시 신풍면 전라남도 나주시 문평면 경상북도 성주군 가천면 경상북도 영주시 단산면 |
| 동월리       | 전라남도 영광군 군남면 |
| 동율리       | 전라남도 보성군 회천면 |
| 동을산리     | 경기도 김포시 통진읍 |
| 동음리       | 충청북도 음성군 음성읍 |
| 동이리       | 경기도 연천군 미산면 |
| 동일리       | 제주특별자치도 서귀포시 대정읍 |
| 동장리       | 경기도 파주시 장단면 |
| 동전리       | 전북특별자치도 부안군 동진면 전북특별자치도 순창군 금과면 경상남도 창원시 마산합포구 진동면 경상남도 창원시 의창구 북면 |
| 동정리       | 충청북도 보은군 수한면 충청북도 영동군 영동읍 충청남도 아산시 염치읍 전북특별자치도 부안군 주산면 전라남도 함평군 신광면 경상남도 창녕군 장마면 |
| 동좌리       | 경상북도 김천시 어모면 |
| 동중리       | 경기도 연천군 왕징면 전북특별자치도 부안군 부안읍 |
| 동지리       | 충청남도 서천군 한산면 |
| 동지산리     | 전라북도 김제시 청하면 전라북도 익산시 용안면 |
| 동창리       | 경기도 평택시 팽성읍 전라북도 진안군 백운면 |
| 동천리       | 울산광역시 울주군 청량읍 경기도 평택시 진위면 충청남도 아산시 음봉면 전북특별자치도 남원시 운봉읍 전라남도 완도군 노화읍 경상북도 안동시 예안면 경상북도 청도군 화양읍 경상남도 남해군 삼동면 |
| 동청리       | 경기도 평택시 고덕면 |
| 동촌리       | 경기도 안성시 서운면 강원특별자치도 화천군 화천읍 전북특별자치도 익산시 왕궁면 전북특별자치도 장수군 장수읍 전북특별자치도 진안군 마령면 전라남도 나주시 공산면 전라남도 보성군 조성면 전라남도 완도군 청산면 경상북도 영주시 안정면 경상남도 함안군 군북면 |
| 동파리       | 경기도 파주시 진동면 |
| 동편리       | 충청남도 금산군 군북면 |
| 동평리       | 경기도 안성시 보개면 충청북도 옥천군 군서면 충청북도 청주시 흥덕구 오송읍 충청남도 천안시 동남구 목천읍 |
| 동포리       | 경상북도 성주군 초전면 |
| 동항리       | 경기도 안성시 양성면 경상남도 통영시 욕지면 |
| 동해리       | 충청남도 공주시 유구읍 충청남도 태안군 원북면 전라남도 해남군 북평면 |
| 동현리       | 전라남도 장성군 북하면 |
| 동호리       | 강원특별자치도 고성군 간성읍 강원특별자치도 양양군 손양면 전북특별자치도 고창군 해리면 전라남도 영암군 군서면 전라남도 영암군 삼호읍 전라남도 장성군 동화면 경상남도 거창군 웅양면 |
| 동화리       | 경기도 화성시 봉담읍 강원특별자치도 원주시 문막읍 충청북도 보은군 산외면 충청남도 아산시 송악면 전북특별자치도 장수군 번암면 전북특별자치도 장수군 산서면 경상남도 고성군 하일면 |
| 동활리       | 강원특별자치도 삼척시 가곡면 |
| 동흥리       | 충청남도 논산시 강경읍 |
| 두리         | 경기도 평택시 팽성읍 강원특별자치도 양양군 현남면 충청남도 예산군 삽교읍 |
| 두가리       | 전라남도 곡성군 고달면 |
| 두계리       | 충청남도 계룡시 두마면 |
| 두고리       | 전라남도 순천시 별량면 |
| 두곡리       | 경기도 양주시 남면 경기도 화성시 마도면 강원특별자치도 횡성군 우천면 충청남도 금산군 금성면 충청남도 부여군 임천면 충청남도 예산군 신암면 전북특별자치도 임실군 임실읍 경상북도 상주시 은척면 경상북도 청도군 매전면 경상남도 밀양시 청도면 경상남도 의령군 지정면 경상남도 하동군 하동읍 경상남도 합천군 청덕면 |
| 두교리       | 경기도 안성시 죽산면 |
| 두길리       | 전북특별자치도 무주군 설천면 |
| 두남리       | 충청남도 서천군 기산면 충청남도 천안시 동남구 풍세면 전라북도 진안군 부귀면 |
| 두동리       | 전라북도 익산시 성당면 |
| 두두리       | 충청남도 금산군 군북면 |
| 두라리       | 전라남도 여수시 남면 |
| 두락리       | 전북특별자치도 남원시 아영면 |
| 두량리       | 경상남도 사천시 사천읍 |
| 두룡리       | 충청남도 보령시 웅천읍 |
| 두류리       | 경상북도 경주시 안강읍 |
| 두릉리       | 경기도 평택시 고덕면 충청북도 청주시 청원구 오창읍 경상북도 상주시 사벌국면 |
| 두리도리     | 전라북도 군산시 옥도면 |
| 두마리       | 경상북도 포항시 북구 죽장면 |
| 두만리       | 충청남도 공주시 의당면 세종특별자치시 금남면 전북특별자치도 임실군 임실읍 |
| 두매리       | 경기도 연천군 백학면 |
| 두명리       | 부산광역시 기장군 정관읍 |
| 두모리       | 충청북도 청주시 상당구 문의면 전라남도 여수시 남면 경상남도 합천군 삼가면 제주특별자치도 제주시 한경면 |
| 두무리       | 강원특별자치도 양구군 국토정중앙면 |
| 두문리       | 경상북도 봉화군 물야면 경상남도 진주시 금곡면 |
| 두미리       | 경기도 이천시 모가면 강원특별자치도 홍천군 서면 경상남도 통영시 욕지면 |
| 두밀리       | 경기도 가평군 가평읍 |
| 두방리       | 경상남도 합천군 적중면 |
| 두복리       | 전라북도 임실군 청웅면 |
| 두봉리       | 전라남도 장흥군 장평면 |
| 두북리       | 대구광역시 군위군 우보면 충청남도 서천군 기산면 |
| 두사리       | 충청남도 논산시 노성면 경상남도 합천군 율곡면 |
| 두산리       | 울산광역시 울주군 범서읍 강원특별자치도 영월군 무릉도원면 충청북도 청주시 상당구 남일면 충청남도 당진시 대호지면 전북특별자치도 장수군 장수읍 경상북도 경주시 문무대왕면 경상북도 김천시 부항면 경상북도 안동시 북후면 경상북도 영주시 봉현면 경상남도 진주시 문산읍 |
| 두성리       | 충청북도 음성군 맹동면 경상북도 예천군 효자면 |
| 두승리       | 전북특별자치도 순창군 풍산면 |
| 두신리       | 전북특별자치도 남원시 송동면 |
| 두암리       | 전라북도 고창군 공음면 |
| 두야리       | 충청남도 태안군 근흥면 |
| 두양리       | 경상남도 하동군 옥종면 |
| 두어리       | 전라북도 고창군 심원면 |
| 두억리       | 전라남도 영암군 미암면 경상남도 통영시 한산면 |
| 두여리       | 전라북도 익산시 여산면 |
| 두왕리       | 충청남도 서천군 서천읍 |
| 두우리       | 전라남도 영광군 염산면 |
| 두운리       | 인천광역시 강화군 불은면 |
| 두원리       | 강원특별자치도 횡성군 둔내면 경상북도 포항시 남구 장기면 |
| 두월리       | 충청남도 논산시 가야곡면 전북특별자치도 임실군 삼계면 전북특별자치도 정읍시 산내면 전라남도 순천시 승주읍 전라남도 장성군 삼서면 경상북도 영주시 이산면 |
| 두음리       | 충청북도 단양군 대강면 경상북도 봉화군 소천면 |
| 두일리       | 경기도 연천군 백학면 강원특별자치도 평창군 진부면 |
| 두장리       | 전라남도 담양군 용면 |
| 두전리       | 전라북도 정읍시 이평면 경상북도 영주시 장수면 |
| 두정리       | 경기도 평택시 팽성읍 충청북도 충주시 대소원면 전라남도 담양군 수북면 |
| 두지리       | 경기도 파주시 적성면 충청남도 금산군 진산면 전북특별자치도 임실군 덕치면 전북특별자치도 정읍시 이평면 |
| 두창리       | 경기도 용인시 처인구 원삼면 |
| 두천리       | 충청북도 괴산군 칠성면 경상북도 예천군 용문면 경상북도 울진군 북면 |
| 두촌리       | 충청북도 진천군 덕산읍 |
| 두평리       | 충청북도 보은군 내북면 충청북도 영동군 양강면 전북특별자치도 고창군 고수면 |
| 두포리       | 경기도 파주시 파평면 경상남도 고성군 삼산면 |
| 두항리       | 충청북도 단양군 단성면 |
| 두현리       | 경기도 안성시 죽산면 경기도 연천군 백학면 전북특별자치도 완주군 구이면 경상북도 청송군 현서면 |
| 두호리       | 경상남도 고성군 마암면 |
| 둔리         | 충청남도 예산군 덕산면 |
| 둔기리       | 울산광역시 울주군 삼동면 전라북도 임실군 오수면 |
| 둔내리       | 경상남도 합천군 가회면 |
| 둔달리       | 강원특별자치도 삼척시 노곡면 |
| 둔당리       | 충청남도 서산시 인지면 |
| 둔덕리       | 충청북도 보은군 삼승면 충청남도 서천군 서천읍 전북특별자치도 군산시 성산면 전북특별자치도 임실군 오수면 |
| 둔동리       | 경상남도 거창군 남상면 |
| 둔둔리       | 강원특별자치도 원주시 소초면 |
| 둔마리       | 경상남도 거창군 남하면 |
| 둔방내리     | 강원특별자치도 횡성군 둔내면 |
| 둔사리       | 전라남도 구례군 산동면 |
| 둔산리       | 전라북도 완주군 봉동읍 |
| 둔전리       | 경기도 용인시 처인구 포곡읍 충청북도 영동군 상촌면 강원특별자치도 삼척시 하장면 강원특별자치도 양양군 강현면 전북특별자치도 순창군 쌍치면 전라남도 여수시 돌산읍 전라남도 진도군 군내면 |
| 둔포리       | 충청남도 아산시 둔포면 |
| 득량리       | 전라남도 고흥군 도양읍 |
| 득명리       | 경상북도 칠곡군 동명면 |
| 득성리       | 경상북도 고령군 성산면 |
| 득소리       | 경상북도 의령군 지정면 |
| 득수리       | 경상북도 상주시 모서면 |
| 득암리       | 전라남도 완도군 약산면 |
| 득윤리       | 충청남도 논산시 광석면 |
| 등리         | 충청남도 논산시 가야곡면 |
| 등계리       | 전북특별자치도 정읍시 소성면 |
| 등고리       | 충청남도 서천군 판교면 |
| 등곡리       | 세종특별자치시 부강면 |
| 등광리       | 전라남도 화순군 도암면 |
| 등대리       | 강원특별자치도 철원군 원동면 |
| 등동리       | 충청북도 청주시 상당구 문의면 |
| 등림리       | 경상남도 창녕군 이방면 |
| 등산리       | 전라남도 완도군 노화읍 |
| 등수리       | 전라남도 나주시 산포면 |
| 등암리       | 전라남도 고흥군 고흥읍 |
| 등억알프스리 | 울산광역시 울주군 상북면 |
| 등원리       | 경기도 파주시 조리읍 |
| 등정리       | 전라남도 나주시 산포면 |
| 등지리       | 경상남도 창녕군 대합면 |
| 등천리       | 전북특별자치도 정읍시 입암면 |
| 등촌리       | 충청남도 예산군 응봉면 전라남도 장흥군 장평면 경상남도 하동군 악양면 |

## 같이 보기
- 대한민국의 행정 구역 목록